# Suka Hufanga

a Compétitions nationales et continentales officielles uniquement.

b Matchs officiels uniquement.
Dernière mise à jour le 2 novembre 2015.
Sukanaivalu Ikavuka Hufanga, né le 18 juin 1982 à Hourna dans les îles Tonga, est un joueur de rugby à XV qui joue avec l'équipe des Tonga depuis 2003 évoluant au poste de trois-quarts centre.

## Carrière

### En club
- 2004-2005 : FC Grenoble (Top 16)
- 2005-2006 : AS Béziers (Pro D2)
- 2006-2009 : CA Brive (Top 14)
- 2009-2010 : Bugue Athletic Club (Fédérale 1)
- 2010-2011 : EV Malemort BO (Fédérale 3)
- 2011-2014 : Newcastle Falcons (Premiership)
- 2014-2016 : Stade Belvésois (Fédérale 2/3)
- le Bugue rugby championnat honneur

### En équipe nationale
Il a eu sa première cape internationale le 11 juillet 2003 à l’occasion d’un match contre l'équipe des Fidji.

## Statistiques en équipe nationale
- 28 sélections avec les Tonga
- 25 points (5 essais)
- Sélections par année : 4 en 2003, 1 en 2004, 2 en 2005, 3 en 2006, 5 en 2007, 5 en 2009, 7 en 2011, 3 en 2012
- En coupe du monde:
  - 2003 : 3 matchs, 2 comme titulaire (Galles, Nouvelle-Zélande, Canada)
  - 2007 : 4 sélections, 4 comme titulaire (États-Unis, Samoa, Afrique du Sud, Angleterre)
  - 2011 : 3 sélections, 3 comme titulaire (Nouvelle-Zélande, Japon, France)